# Pandansari (Ciawi)
Pandansari is een bestuurslaag in het regentschap Bogor van de provincie West-Java, Indonesië. Pandansari telt 9124 inwoners (volkstelling 2010).